# Juliusz Krzyżanowski
Juliusz Marian Krzyżanowski (ur. 22 maja 1892 w Chrzanowie, zm. 19 grudnia 1950 we Wrocławiu) – polski filozof, wieloletni nauczyciel gimnazjalny, profesor UWr, brat Józefa Krzyżanowskiego.

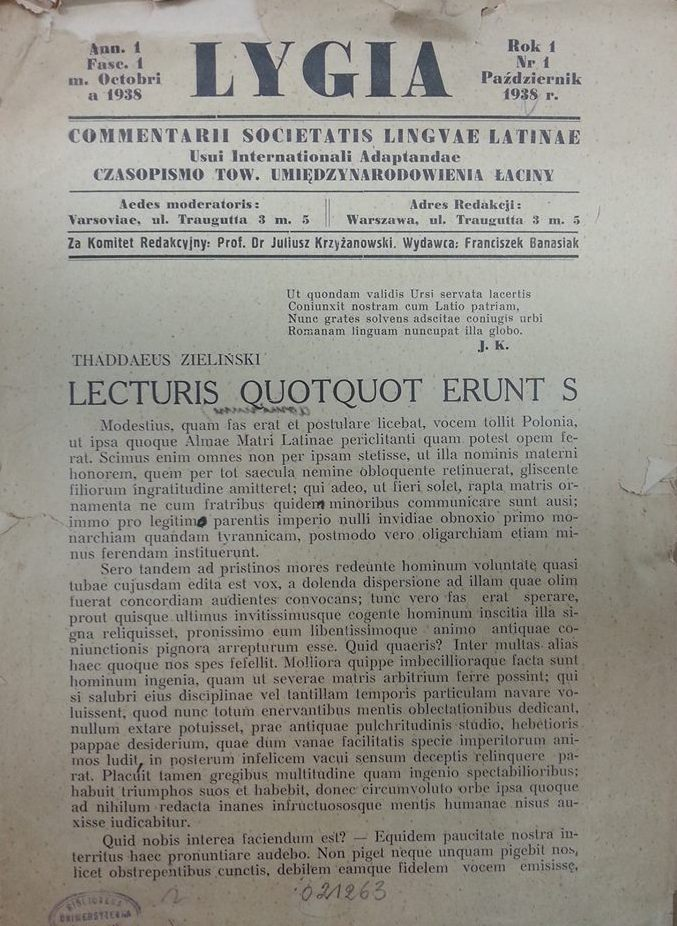
Pierwszy numer czasopisma Lygia wydawanego przez Juliusza Krzyżanowskiego.

Urodził się w Chrzanowie jako syn sekretarza sądu krakowskiego. W Krakowie ukończył gimnazjum klasyczne i podjął studia z zakresu filozofii i filologii klasycznej na wydziale filozoficznym Uniwersytetu Jagiellońskiego. W 1919 roku na podstawie pracy Uwagi krytyczne do filozofii starożytnej uzyskał stopień doktora filozofii. Do wybuchu II wojny światowej pracował jako nauczyciel gimnazjalny w Zakopanem, Kaliszu oraz w Warszawie wykładając języki klasyczne (łacinę i grekę), filozofię antyczną oraz język angielski. W 1935 roku założył Krakowskie Koło Towarzystwa Umiędzynarodowienia Łaciny, a w 1938 zaczął wydawać czasopismo Lygia, które propagować miało inicjatywy podejmowane przez to towarzystwo (do wybuchu wojny ukazały się jedynie 3 numery, których egzemplarze zachowały się w Bibliotece Uniwersytetu Toruńskiego oraz w Bibliotece Jagiellońskiej).
Jako nauczyciel języków klasycznych brał czynny udział w dyskusji nad metodami dydaktycznymi stosowanymi w nauczaniu języka greckiego i łacińskiego w polskich szkołach wywołanej m.in. reformą jędrzejewiczowską. Angażował się również w propagowanie żywej łaciny w Polsce. W latach 30. brał udział w wakacyjnych kursach języka łacińskiego (ang. Summer Schools of Latin) organizowanych przez Association for the Reform of Latin Teaching w Cambridge. Przebieg tych kursów oraz metody podczas nich używane opisywał m.in. na łamach Przeglądu Klasycznego.
Podczas II wojny światowej brał udział w tajnym nauczaniu. W listopadzie 1945 roku przeniósł się do Wrocławia, gdzie w latach 1946/47 zorganizował katedrę anglistyki i został jej pierwszym kierownikiem. Zmarł w 1950 roku na atak serca w drodze do ministerstwa w Warszawie, dokąd został wezwany po zamknięciu naboru na wrogą ideologicznie filologię angielską.
Profesor Krzyżanowski był wszechstronnie uzdolniony - pisywał epigramy w języku łacińskim, tłumaczył Marcjalisa i Szekspira (w jego przekładzie ukazały się m.in.Makbet w 1949 r. oraz Wieczór trzech króli w 1951), grał na fortepianie. Na łamach Czasu, Rzeczypospolitej i Prosto z mostu publikował często artykuły o treści popularnonaukowej i kulturalnej.
Z powodu podobieństwa imion i roku urodzenia bywa mylony z Julianem Krzyżanowskim, polonistą i historykiem literatury polskiej.

## Wybrane artykuły
- Żywa Łacina (system dr Rouse’a), w: Przegląd Klasyczny 1937, III 9-10, ss. 669-680.
- Żywa łacina, w: Prosto z Mostu. Tygodnik literacko-artystyczny, nr 44 (152) niedziela, 26 września 1937; s. 5.
- W liceum mówimy po łacinie i po grecku, w: Przegląd Klasyczny 1936, II 7-8, ss. 537-540.